# Lucien Leiser
Lucien Leiser (12 de noviembre de 1994) es un deportista suizo que compite en ciclismo en la modalidad de trials. Ganó tres medallas en el Campeonato Mundial de Ciclismo de Montaña entre los años 2015 y 2019.

## Palmarés internacional
| Campeonato Mundial | Campeonato Mundial  | Campeonato Mundial | Campeonato Mundial |
| Año                | Lugar               | Medalla            | Competición        |
| ------------------ | ------------------- | ------------------ | ------------------ |
| 2015               | Vallnord ( Andorra) | Medalla de plata   | Trials 20″         |
| 2017               | Chengdu ( China)    | Medalla de bronce  | Trials por equipos |
| 2019               | Chengdu ( China)    | Medalla de plata   | Trials por equipos |